# Otto Piene

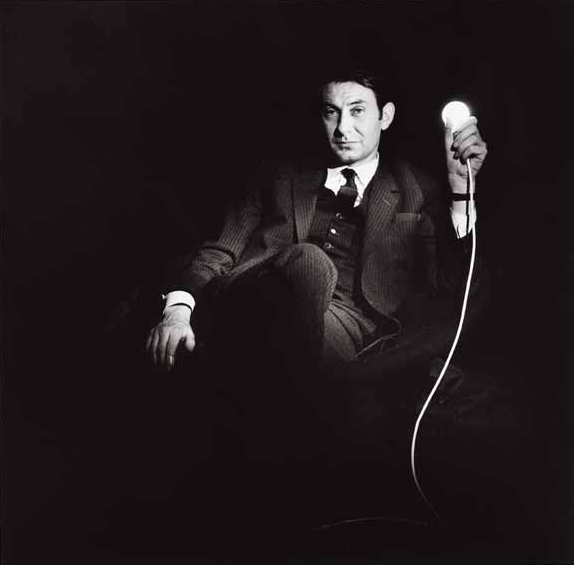
Otto Piene eind jaren 60 gefotografeerd door Lothar Wolleh

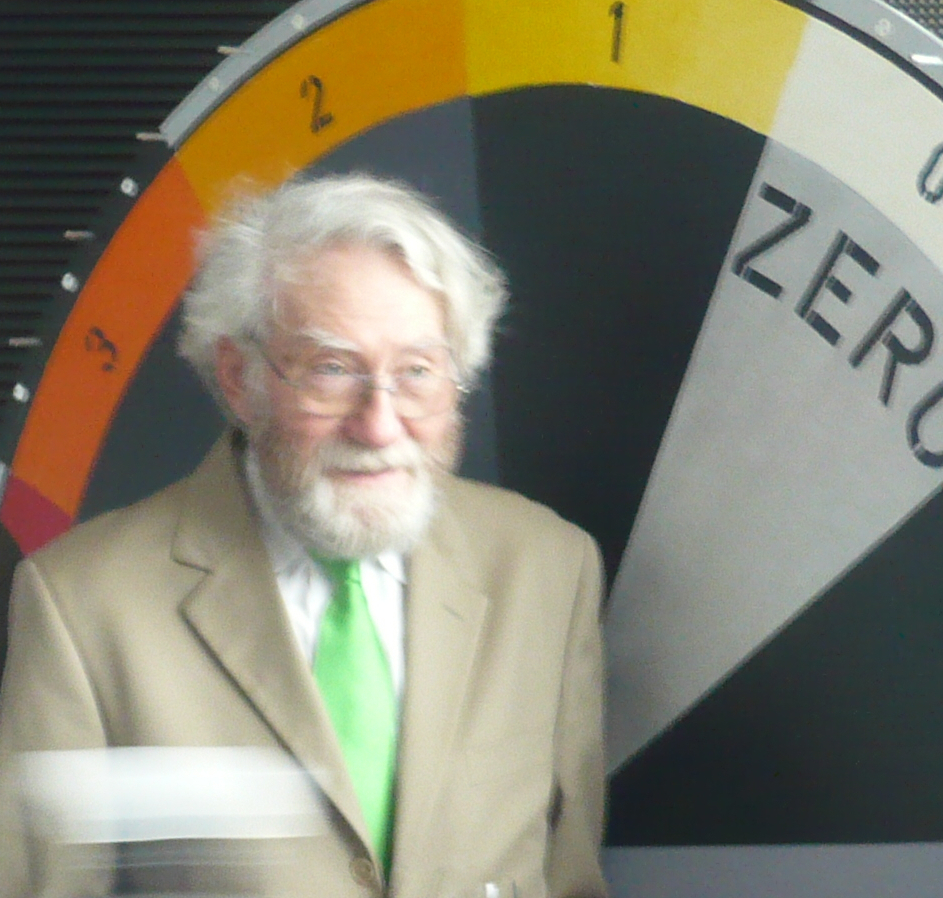
Otto Piene in 2009

Otto Piene (Bad Laasphe, 18 april 1928 – Berlijn, 17 juli 2014) was een Duits kunstenaar die in 1957 samen met Heinz Mack in Düsseldorf de Duitse groep 'Zero' oprichtte. 

## Biografie
Piene studeerde aanvankelijk filosofie in München en in Düsseldorf, waar hij later ook op de Kunstacademie zou doceren. Hij maakte o.a. Raster-bilde in een soort van stenciltechniek, en rook- en vuurbeelden waarin hij rook en roet liet neerslaan op bladen papier of op het linnen liet inschroeien. Hij werkte na 1960 ook met laserlicht, heteluchtballonnen en met luchtballetten.
In 1962 richtte hij samen met Heinz Mack en Günther Uecker een 'lichtsalon' in op de tentoonstelling 'Nul' in het Stedelijk Museum te Amsterdam. Ook De Nederlandse Nul deed daaraan mee: Henk Peeters, Armando, Jan Henderikse en Jan Schoonhoven. Piene zocht steeds sterker en grootschaliger de kunst in de ruimte te realiseren - in mega-kunstprojecten - en is als zodanig als een voorloper van de 'happening' te beschouwen.

## Prijzen
- 1968: Konrad-von-Soest-Preis des Landschaftsverband Westfalen-Lippe
- 1994: Ehrendoktorwürde als Doctor of Fine Arts h.c. der University of Maryland
- 1996: „Sculpture Prize“ der American Academy of Arts and Letters, New York
- 2003: „Leonardo da Vinci World Award of Arts“[1] des Weltkulturrats, Mexico City
- 2008: Preisträger für bildende Kunst der Kulturstiftung Dortmund
- 2008: Großer Kulturpreis der Sparkassen-Kulturstiftung Rheinland

### Tentoonstellingen (selectie)
- 1959: Deelname aan de documenta 2
- 1964: Deelname aan de documenta 3, wo die „Zero“-Gruppe einen eigenen Raum belegte
- 1964: Mack, Piene, Uecker. ZERO, Howard Wise Gallery, New York
- 1968: Otto Piene – Konrad-von-Soest-Preis 1968, Westfälisches Landesmuseum für Kunst und Kulturgeschichte Münster, Münster
- 1977: Deelname aan de documenta 6
- 1985: Deelname aan de Biennale in São Paulo
- 1996: Otto Piene – Retrospektive 1952–1996, Kunstmuseum Düsseldorf im Ehrenhof, Düsseldorf
- 2001: Otto Piene. Lichtjahre 1957–2001, Kunstmuseum Celle mit Sammlung Robert Simon
- 2008: Otto Piene, Museum am Ostwall, Dortmund
- 2008/09 Otto Piene. Verwandlung, Kunstmuseum Celle mit Sammlung Robert Simon
- 2009/10: Otto Piene – Es werde Licht, Kunstverein Langenfeld
- 2010: Otto Piene – Le Rouge et le Noir / Keramiken, Leopold-Hoesch-Museum, Düren

## Werken
- 1958: Hell Gelb Hell, Öl auf Leinwand, 68,5 × 96,5 cm, Münster, LWL-Landesmuseum für Kunst und Kulturgeschichte
- 1963: Ohne Titel. Öl, Ruß und Kohlepartikel auf Leinwand, 84,5 x 99,5 cm.
- 1964/65: Lichtobject voor het Stadstheater in Bonn
- 1965: Grote zon, doek 194,5 x 194,5 cm, Koninklijk Museum voor Schone Kunsten Antwerpen
- 1967: Beeld voor het Duitse paviljoen bij de Biënnale in Venetië
- 1969/71: Lichtobject voor de „Chambre des Représentants“, Hawaii, Honolulu
- 1971: Beeld voor het Duitse paviljoen bij de Biënnale in Venetië
- 1972: More Sky, Lichtinstallationen und Feuerbilder für die Schlussfeier der Olympische Spelen
- 2006: Geleucht, Lichtinstallation, Turm in Form einer Grubenlampe (Höhe 30 Meter) und 35 Leuchtmasten zur Ausleuchtung einer 8000 m² großen Fläche einer Halde mit rotem Licht, Moers, Halde Rheinpreußen